# Gran Turismo Sport
Gran Turismo Sport — гоночная видеоигра, разработанная Polyphony Digital и изданная Sony Interactive Entertainment для PlayStation 4. Она была выпущена в октябре 2017 года и является 13-й игрой в серии Gran Turismo, седьмой игрой в основной серии.

## Геймплей
Подобно своим предшественникам, Gran Turismo Sport является гоночной игрой и включает в себя два режима игры: «Спортивный режим» и «Аркадный режим». Онлайн-гонки также представлены в игре. В отличие от Gran Turismo 5 и Gran Turismo 6, в игре отсутствует динамическая смена погоды и смена дня-ночи. Однако, игроки все еще могут изменить время гонки до начала гонки. Игра включает в себя 177 автомобилей и 27 конфигураций трасс на 19 локациях для гонок. Впервые в серии в игре представлены автомобили Porsche, которые были включены в игру после того, как компания Electronic Arts потеряла свои эксклюзивные права на лицензию этого бренда.
Игра даёт возможность игрокам участвовать в онлайн соревнованиях, которые будут проходить круглый год под эгидой Международной Федерации Автоспорта в те же дни и на тех же трассах, что и этапы реальных мировых чемпионатов.

## Разработка
Gran Turismo Sport была официально анонсирована на Парижской неделе игр 2015 года. Изначально Sony заявила, что игра будет вне основной серии, но позже Ямаути подтвердил, что это будет часть основной линии серии.
Игра является первой из серии Gran Turismo, поддерживающей гарнитуру виртуальной реальности PlayStation VR. Бета-тестирование было запланировано на первый и второй кварталы 2016 года до полного выпуска 15 ноября, но позже Sony объявила, что бета-версия была отменена, чтобы предотвратить перенос игры на 2017 год. 30 августа 2016 года было объявлено, что выход игры будет отложен до 2017 года, чтобы доработать игру. Несмотря на отмену бета-версии игры в 2016 году, закрытая бета-версия была проведена 17 марта 2017 года для небольшого числа пользователей в Соединенных Штатах и Европе, чтобы испытать возможности игры до её выпуска.
Камуи Кобаяши был одним из гонщиков, оказавших помощь в разработке игры. О включении автомобилей Porsche в игру было объявлено 11 апреля 2017 года. После истечения срока действия эксклюзивной лицензии Electronic Arts на Porsche, Gran Turismo Sport ознаменовала первое появление автомобилей Porsche в играх Gran Turismo.

## Отзывы
| Сводный рейтинг    | Сводный рейтинг |
| Агрегатор          | Оценка          |
| ------------------ | --------------- |
| GameRankings       | 74,94 %         |
| Metacritic         | 75/100          |
| Иноязычные издания |                 |
| Издание            | Оценка          |
| Destructoid        | 6/10            |
| EGM                | 6/10            |
| Game Informer      | 7,75/10         |
| GameRevolution     | [ 18 ]          |
| GameSpot           | 8/10            |
| GamesRadar+        | [ 20 ]          |
| IGN                | 7,5/10          |
| Hobby Consolas     | 84 %            |
| Metro              | 7/10            |

В 2018 году Gran Turismo Sport заняла первое место в номинации «Гоночная игра года 2017» по мнению сайта Игромания.ру.

### Награды и номинации
| Год  | Награда                                               | Категория                                             | Результат | Ссылка        |
| ---- | ----------------------------------------------------- | ----------------------------------------------------- | --------- | ------------- |
| 2016 | Game Critics Awards                                   | Лучшая гоночная игра                                  | Номинация | [ 25 ]        |
| 2016 | Gamescom 2016                                         | Лучшая игра на PlayStation 4                          | Номинация | [ 26 ]        |
| 2016 | Gamescom 2016                                         | Лучшая гоночная игра                                  | Номинация | [ 26 ]        |
| 2017 | Game Critics Awards                                   | Лучшая гоночная игра                                  | Номинация | [ 27 ]        |
| 2017 | The Game Awards 2017                                  | Лучшая спортивная/гоночная игра                       | Номинация | [ 28 ]        |
| 2018 | Guild of Music Supervisors Awards                     | Лучший музыкальный фон                                | Номинация | [ 29 ]        |
| 2018 | 21st Annual D.I.C.E. Awards                           | Гоночная игра года                                    | Номинация | [ 30 ]        |
| 2018 | National Academy of Video Game Trade Reviewers Awards | Игра, гоночная франшиза                               | Номинация | [ 31 ]        |
| 2018 | National Academy of Video Game Trade Reviewers Awards | Симулятор гонок                                       | Победа    | [ 31 ]        |
| 2018 | National Academy of Video Game Trade Reviewers Awards | Инновация в игровых технологиях                       | Номинация | [ 31 ]        |
| 2018 | National Academy of Video Game Trade Reviewers Awards | Коллекция музыки                                      | Номинация | [ 31 ]        |
| 2018 | National Academy of Video Game Trade Reviewers Awards | Песня, оригинальная или адаптивная («A Country Song») | Номинация | [ 31 ]        |
| 2018 | Italian Video Game Awards                             | Выбор людей                                           | Номинация | [ 32 ]        |
| 2018 | The Independent Game Developers' Association Awards   | Лучший аудио дизайн                                   | Победа    | [ 33 ] [ 34 ] |
| 2018 | The Independent Game Developers' Association Awards   | Лучшая гоночная игра                                  | Номинация | [ 33 ] [ 34 ] |
| 2018 | The Independent Game Developers' Association Awards   | Лучшая социальная игра                                | Номинация | [ 33 ] [ 34 ] |